# Mezilesí (district de Náchod)
Pour les articles homonymes, voir Mezilesí.
Mezilesí (en allemand : Metzles) est une commune du district de Náchod, dans la région de Hradec Králové, en République tchèque. Sa population s'élevait à 251 habitants en 2022.

## Géographie
Mezilesí se trouve à 8 km au sud-est de Náchod, à 33 km au nord-est de Hradec Králové et à 131 km à l'est-nord-est de Prague.
La commune est limitée par Jestřebí au nord, par Nový Hrádek à l'est, par Bohdašín au sud-est, par Slavoňov au sud-est, et par Libchyně et Sendraž à l'ouest.

## Histoire
La première mention écrite de la localité date de 1403.

## Galerie

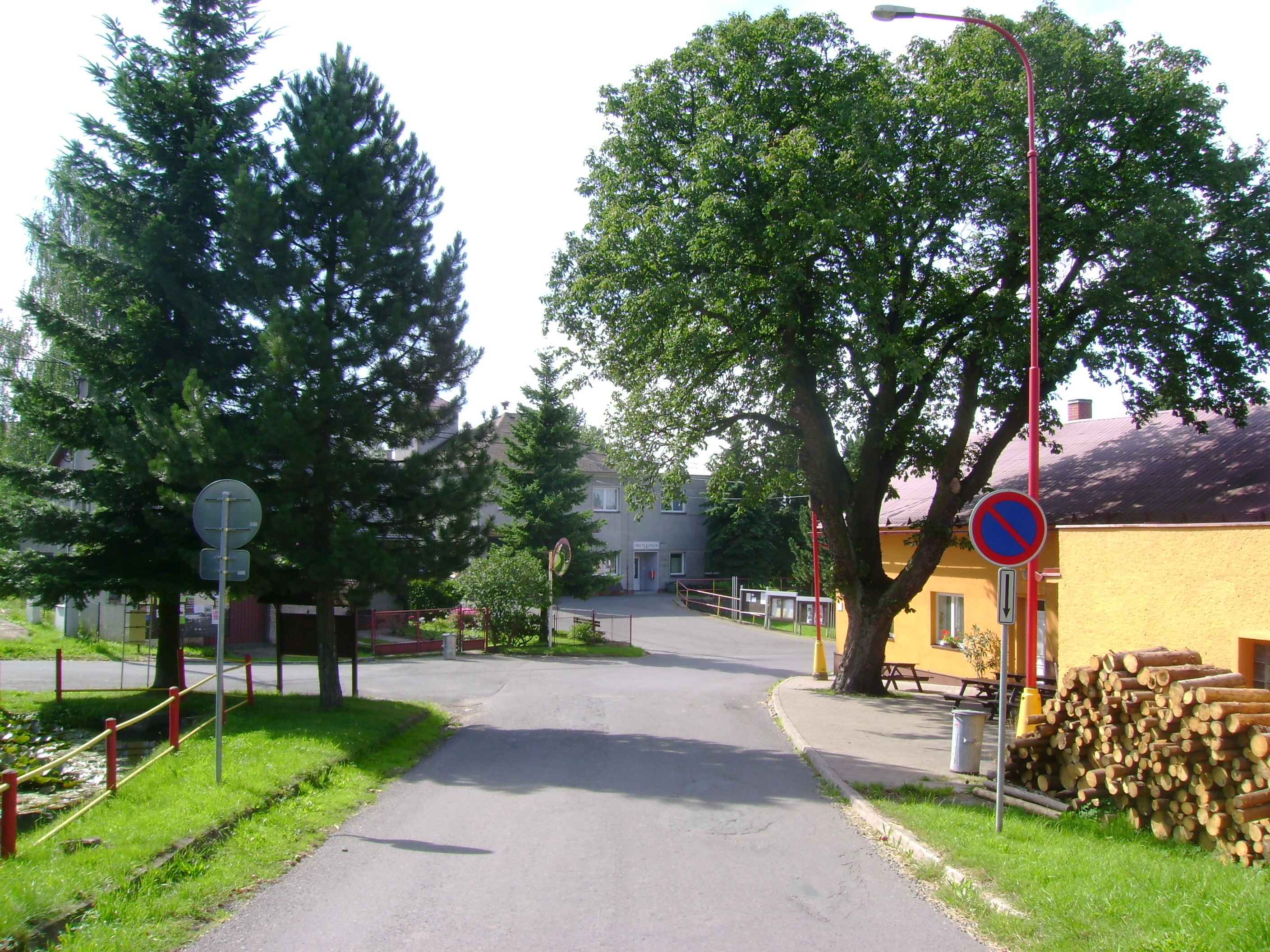
Rue de Mezilesí.
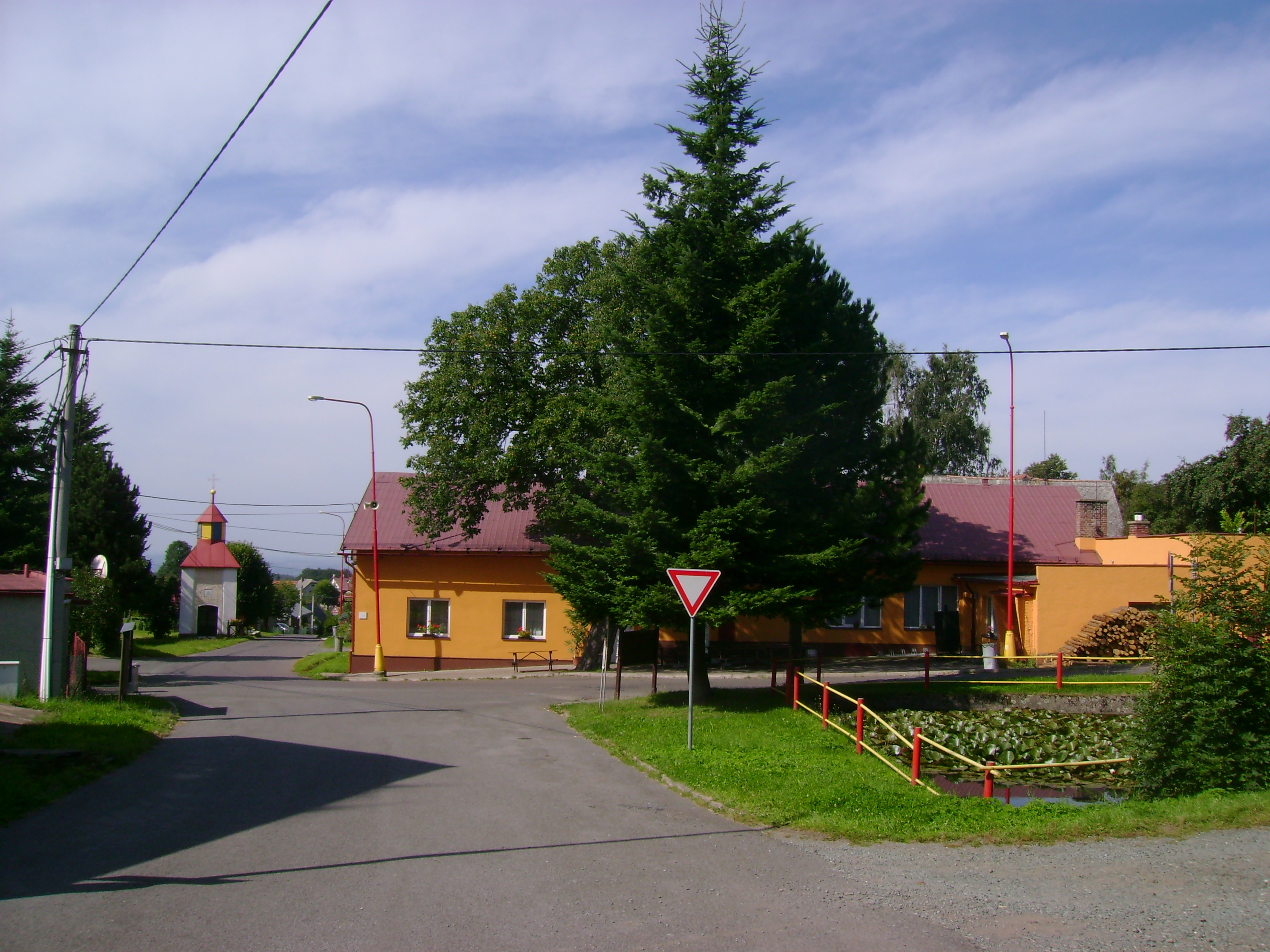
Centre du village.

## Transports
Par la route, Mezilesí se trouve à 6 km de Nové Město nad Metují, à 16 km de Náchod, à 39 km de Hradec Králové et à 163 km de Prague. 